# 행 (역사)
행(行)은 당나라부터 형성된 상인의 동업조합(同業組合)이다. 행(行)이라 하는 것은 동업자가 도시의 한 구획에 나란히 배치되었기 때문이다. 송나라 대에 이르면 행수(行首)·행두(行頭)를 대표자로 하여 정부에 면행전(免行錢)을 바치고 그 상업을 독점, 조합원을 보호했으나 호상(豪商)의 마음대로 되었다. 일체의 상업에는 그에 따른 행이 조직되었는데 특히 쌀·소금·차(茶)·비단 등의 행이 성했다.